# Parides erithalion
Parides erithalion är en fjärilsart som först beskrevs av Jean Baptiste Boisduval 1836.  Parides erithalion ingår i släktet Parides och familjen riddarfjärilar. Inga underarter finns listade i Catalogue of Life.

## Bildgalleri

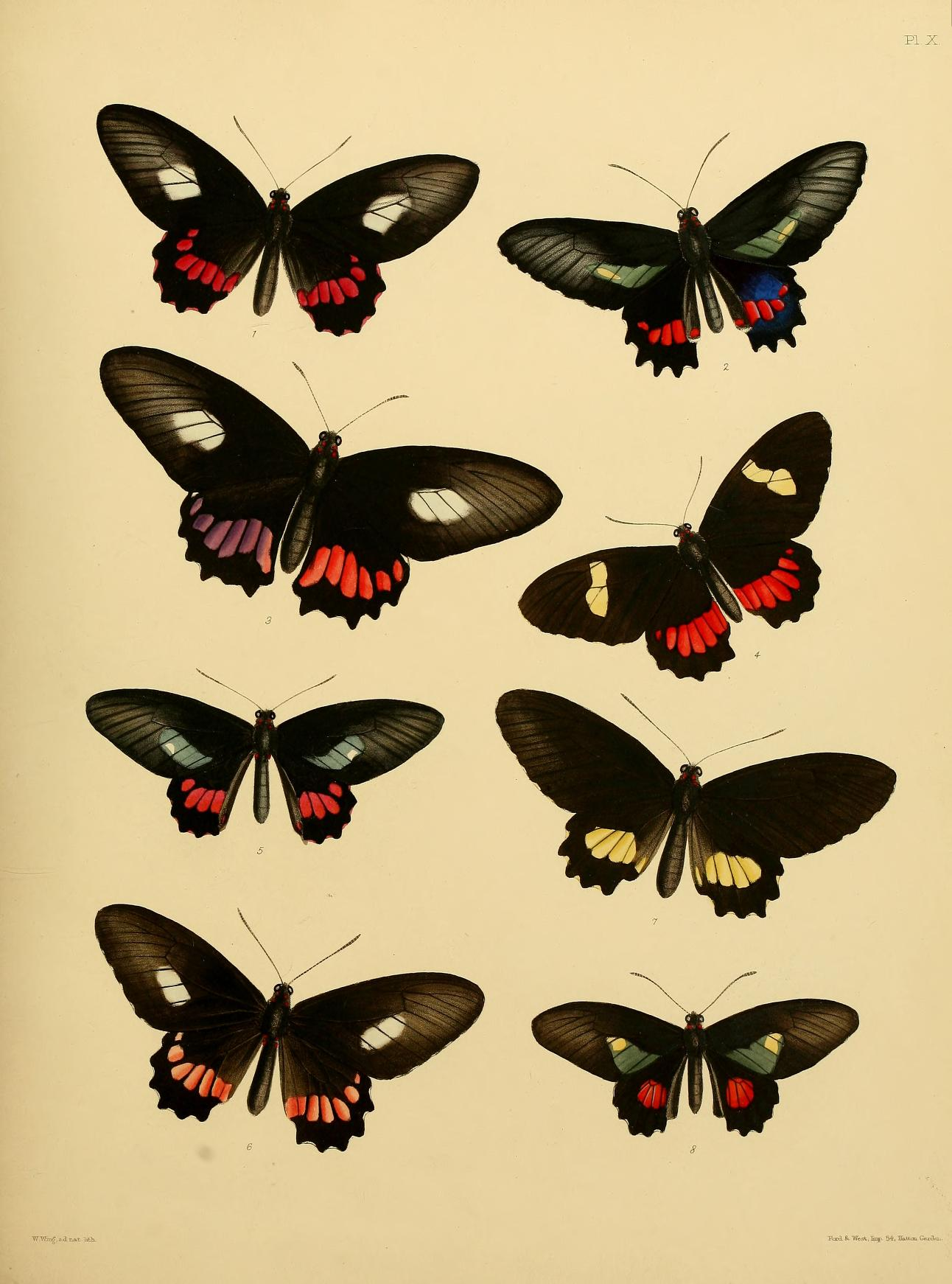
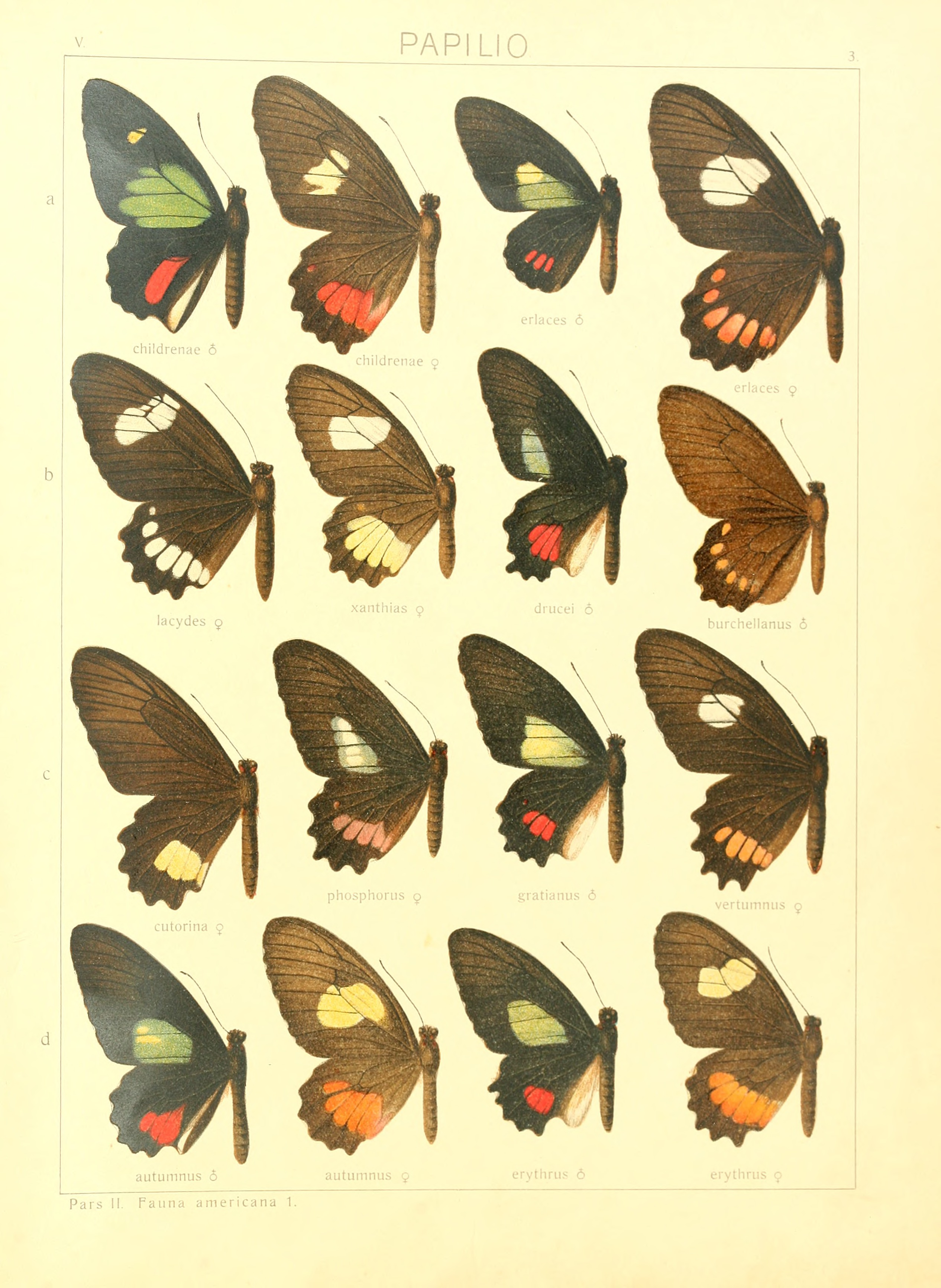
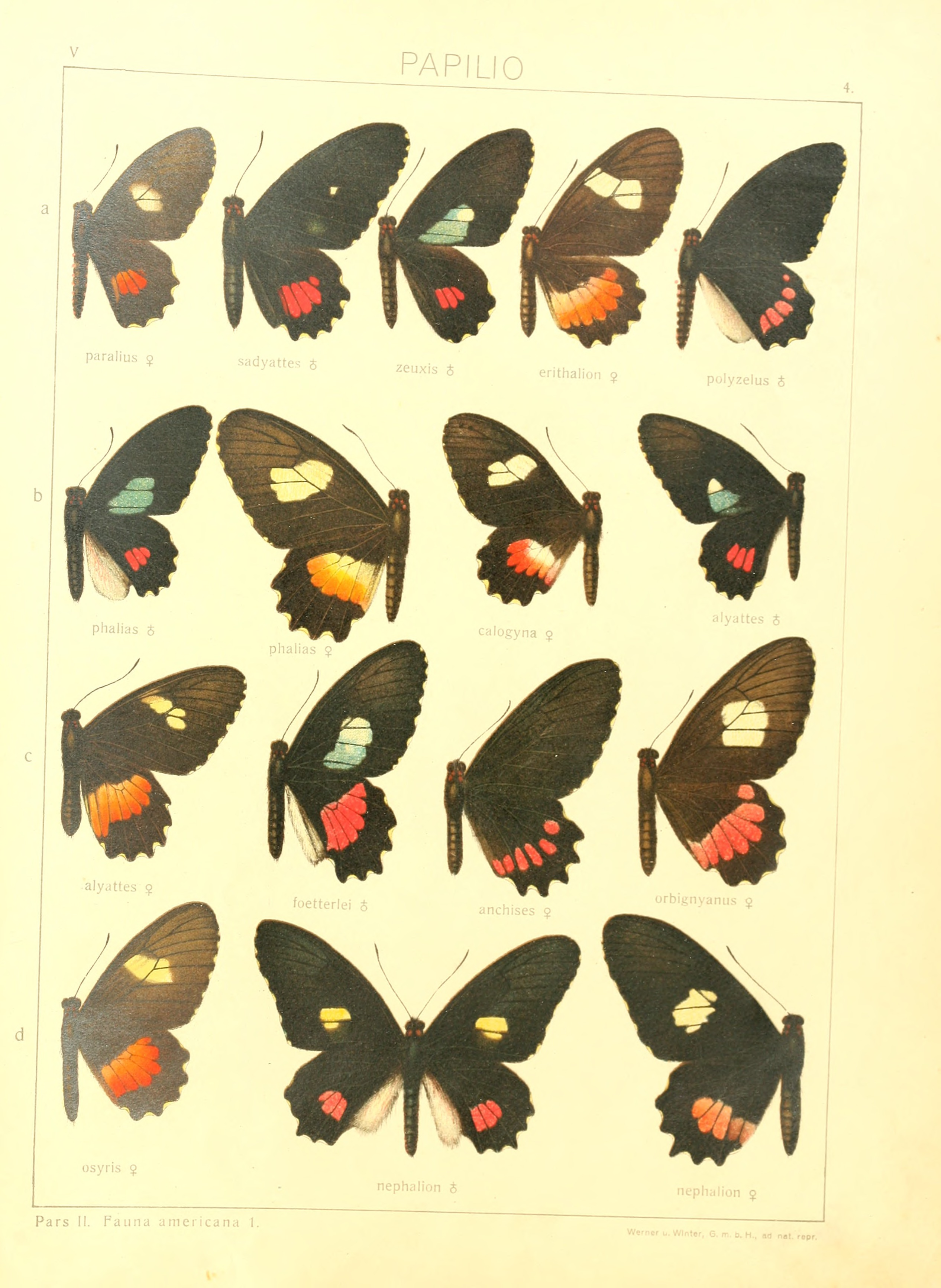
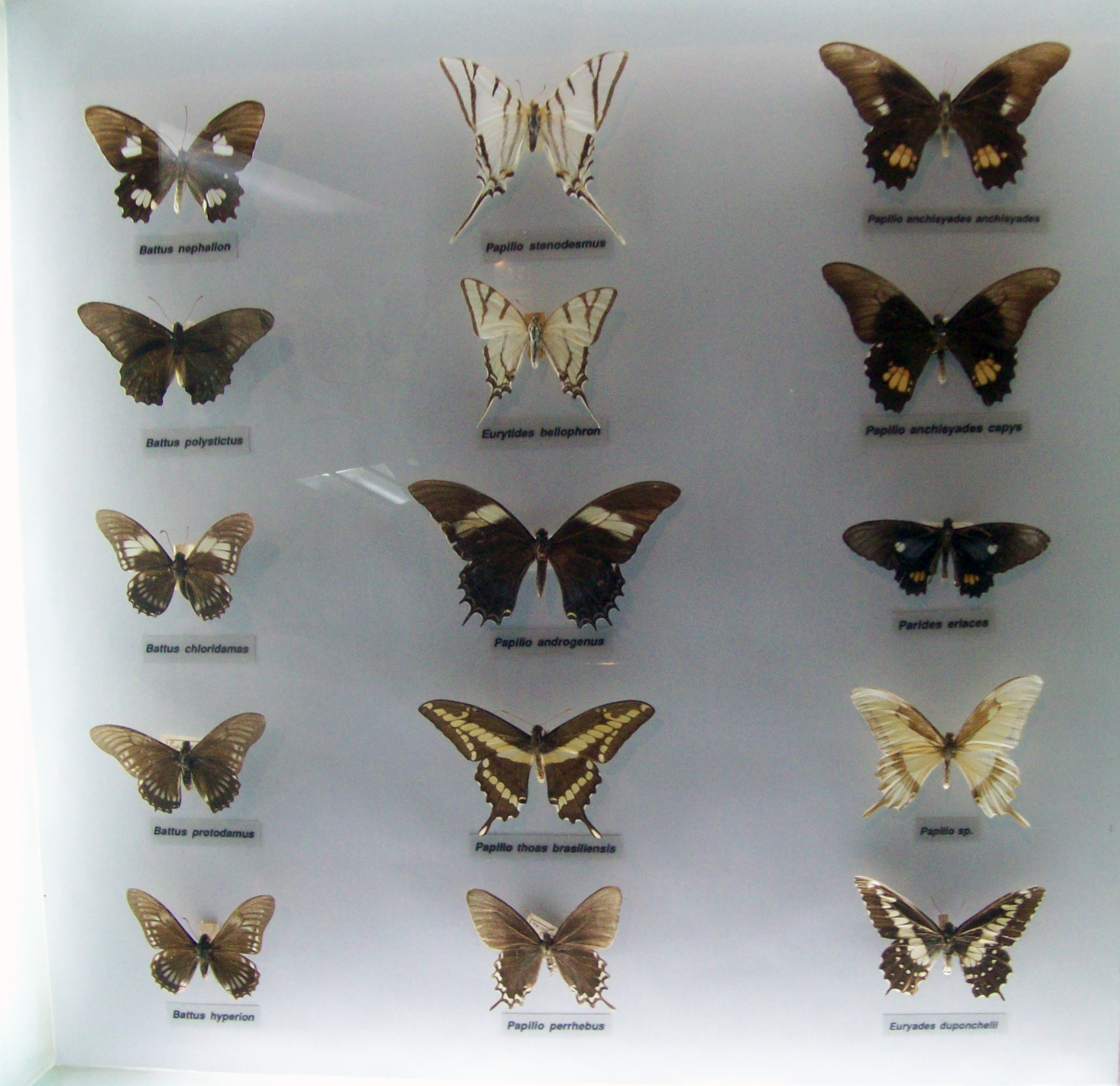
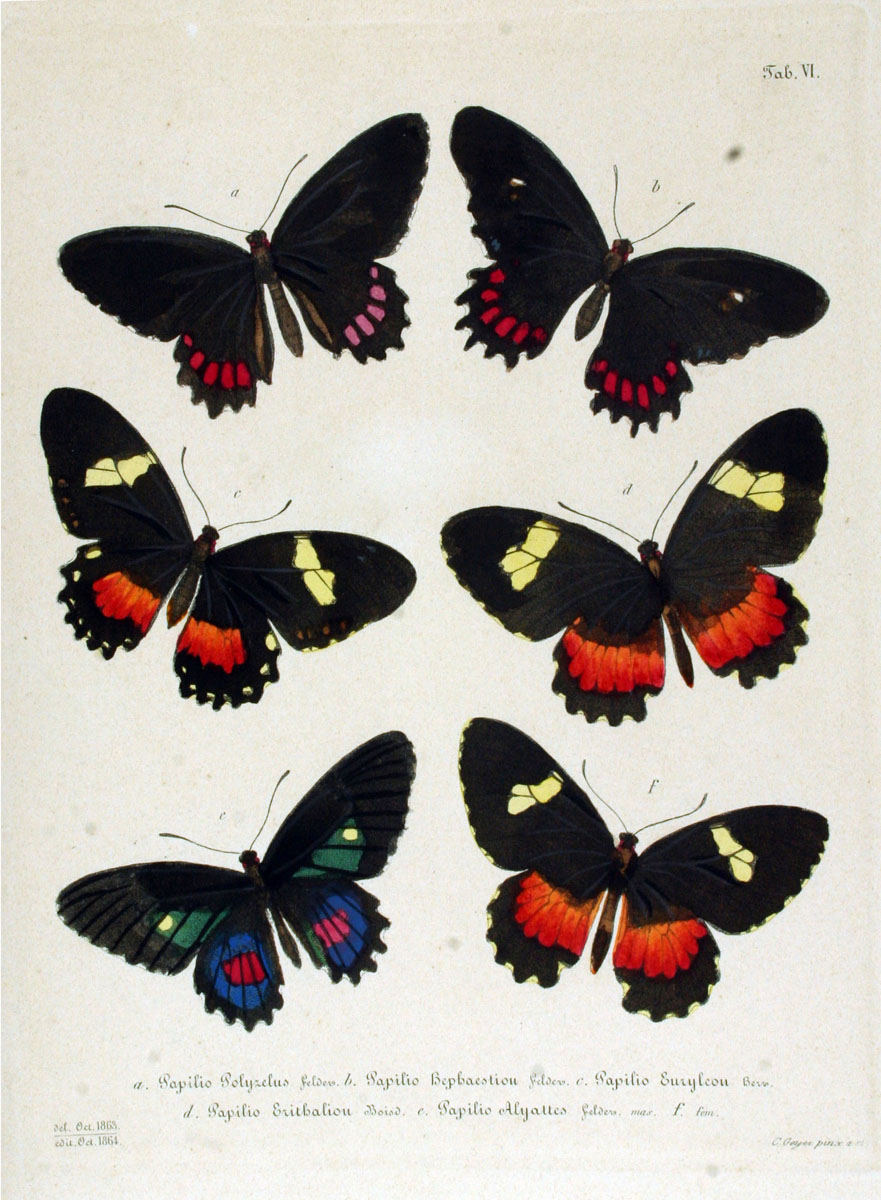
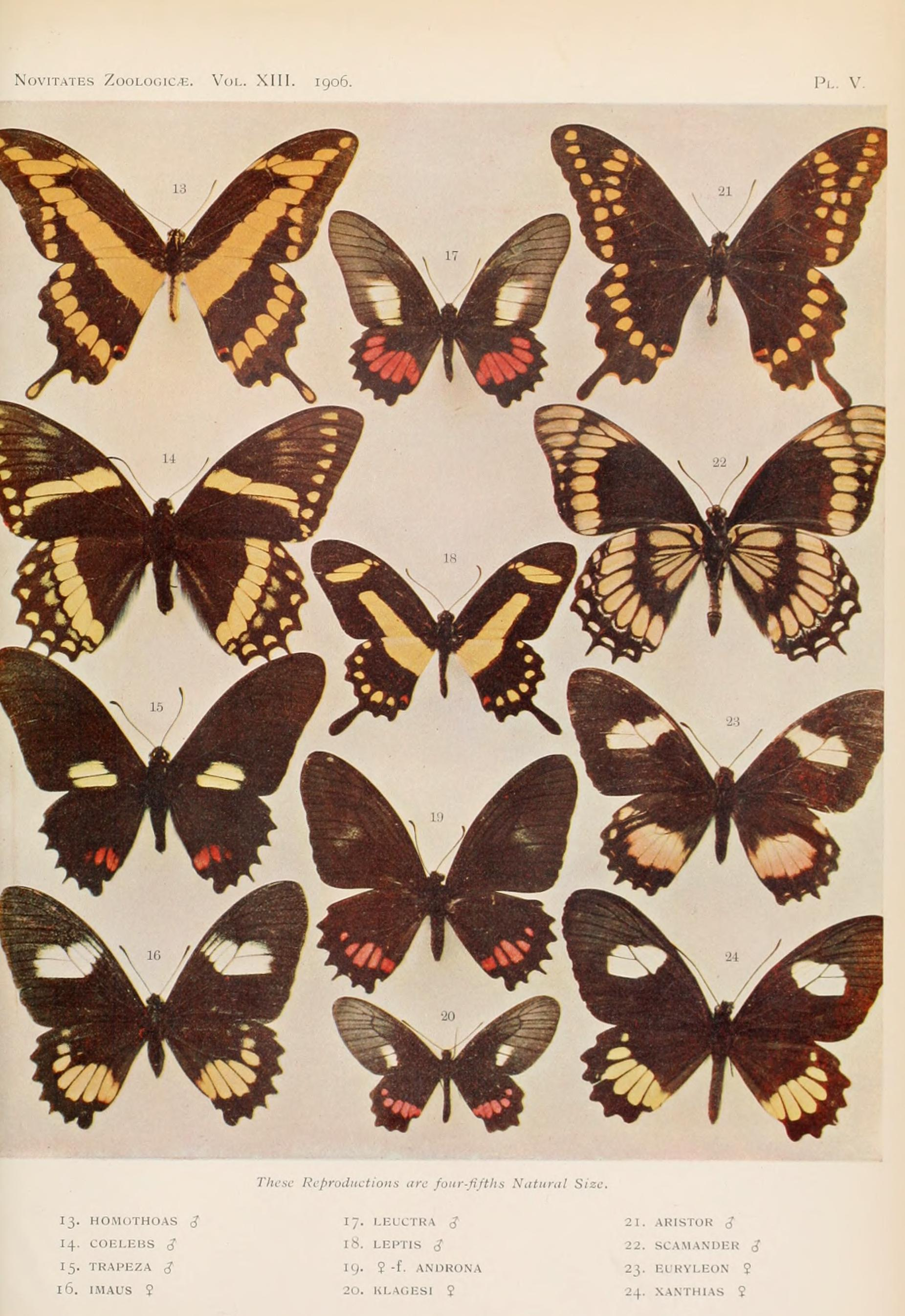